# Rudolf Simek
Rudolf Simek (Eisenstadt, 21 febbraio 1954) è un germanista e filologo austriaco.
Ha studiato letteratura tedesca, filosofia e teologia cattolica all'Università di Vienna, prima di diventarne un bibliotecario e docente. Ha insegnato, tra le altre, nelle università di Edimburgo, Tromsø e Sydney. Nel 1995 è diventato professore di studi germanici all'Università di Bonn. È inoltre il caporedattore di Studia Medievalia Septentrionalia. L'8 ottobre 2013 ha ricevuto una laurea onoraria all'Università di Rzeszów.

## Opere
Ha tradotto in tedesco cinque volumi di saghe nordiche, e ha scritto numerosi articoli di giornale e libri sulla storia dei popoli germanici, sull'epoca vichinga e sulla mitologia germanica. I più importanti sono:
- Rudolf Simek, Lexikon der germanischen Mythologie, Stuttgart, Alfred Kröner Verlag, 1984, ISBN 3-520-36801-3.
- Rudolf Simek e Hermann Pálsson, Lexikon der altnordischen Literatur, Stuttgart, Alfred Kröner Verlag, 1987, ISBN 3-520-49001-3.
- Rudolf Simek, Altnordische Kosmographie. Studien und Quellen zu Weltbild und Weltbeschreibung in Norwegen und Island vom 12. bis zum 14. Jahrhundert, Berlino/New York, Walter de Gruyter, 1990, ISBN 3-11-012181-6. URL consultato il 10 febbraio 2020.
- Rudolf Simek, Erde und Kosmos im Mittelalter, Monaco di Baviera, VERLAG C.H.BECK, 1992, ISBN 3-406-35863-2.
- Rudolf Simek, Die Wikinger, Monaco di Baviera, VERLAG C.H.BECK, 1998, ISBN 3-406-41881-3.
- Rudolf Simek, Religion und Mythologie der Germanen, Stuttgart, Theiss, 2003, ISBN 3-8062-1821-8.
- Rudolf Simek, Götter und Kulte der Germanen, Monaco di Baviera, VERLAG C.H.BECK, 2004, ISBN 3-406-50835-9.
- Rudolf Simek, John McKinnell e Klaus Düwel, Runes, Magic and Religion: A Sourcebook, Vienna, Fassbaender, 2004, ISBN 978-3-900538-81-1.
- Rudolf Simek, Mittelerde — Tolkien und die germanische Mythologie, Monaco di Baviera, VERLAG C.H.BECK, 2005, ISBN 3-406-52837-6.
- Rudolf Simek, Götter und Kulte der Germanen, Limburg an der Lahn/Kevelaer, Lahn-VERLAG, 2005, ISBN 3-7867-8495-7.
- Rudolf Simek, Die Germanen, Stuttgart, Reclam Verlag, 2006, ISBN 3-15-017051-6.